# Endre Lund Eriksen

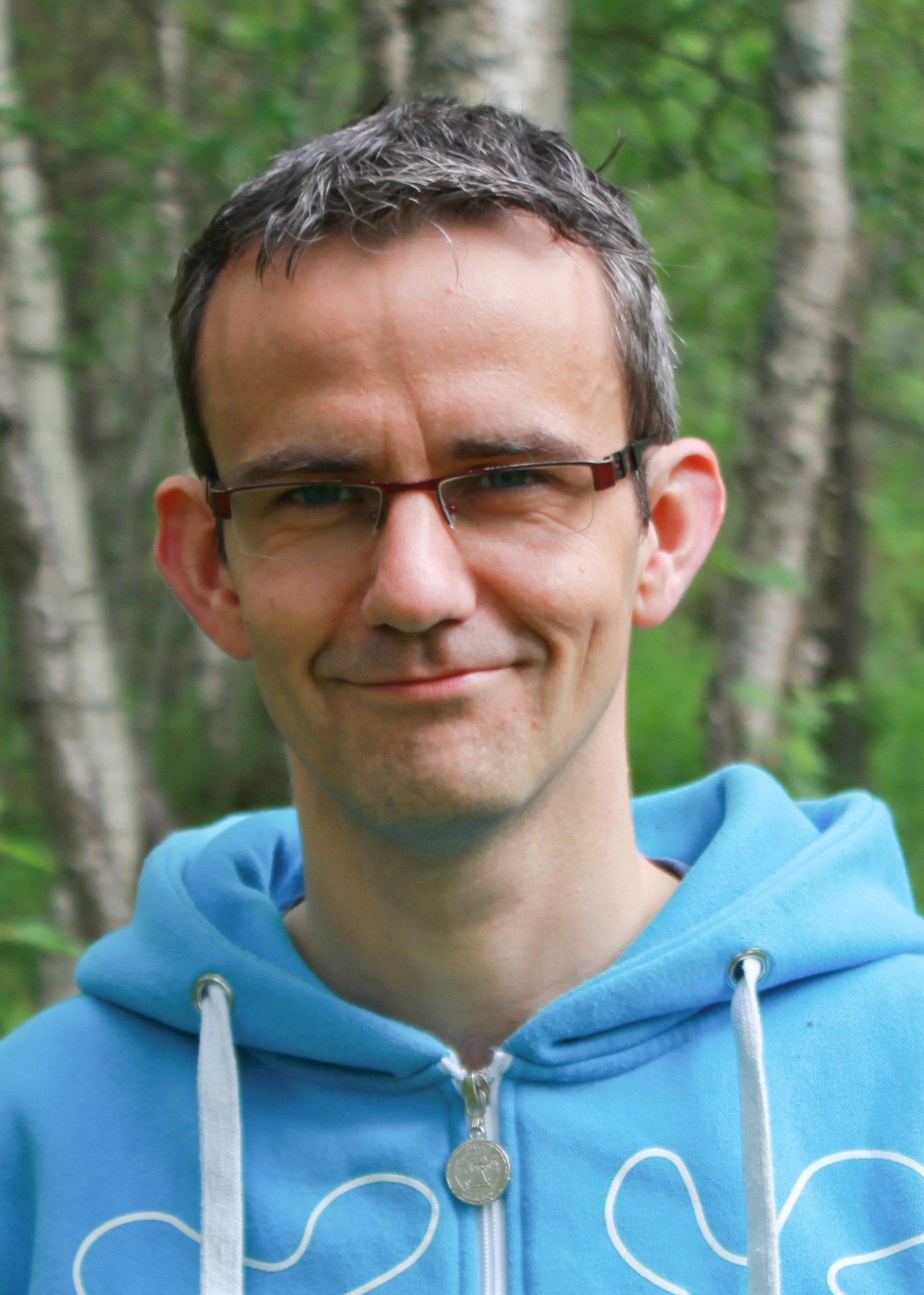
Endre Lund Eriksen
Foto:Jørn Henriksen

Endre Lund Eriksen (* 10. Februar 1977 in Bodø) ist ein norwegischer Schriftsteller.

## Leben
Sein erstes Buch schrieb er mit acht Jahren. Schriftsteller gehörte neben Detektiv und Minister zu seinen vorrangigen Berufswünschen. Bereits mit 14 veröffentlichte er eine Kurzgeschichte im Rahmen einer Anthologie für Jugendliche. Er studierte Literatur- und Theaterwissenschaften sowie Geschichte und machte das Schreiben schließlich wirklich zu seinem Beruf. Sein erster Roman Beste Freunde, kapiert! wurde in Norwegen mehrfach ausgezeichnet.

## Werke
- Beste Freunde, kapiert!. Dressler, Hamburg 2004, ISBN 3-7915-2852-1.
- Beste Freunde oder der ganz normale Wahnsinn. Dressler, 2007, ISBN 978-3-7915-2853-3
- To-Do. Sauerländer Verlag, 2011, ISBN 978-3-7941-7093-7
- Vom ersten Mann, der auf den Mond pinkelte Fischer Sauerländer Verlag, 2011, ISBN 978-3-7941-6183-6